# Gyljen
Gyljen är en småort i Överkalix kommun. Byn ligger vid E10 en bit norr om kommunens huvudort Bränna.
Orten hade ett järnbruk med masugn 1826–1852 och därefter sågverksrörelse. Bruksherrgården från 1870-talet finns bevarad. Orten är numera knutpunkt för kommersiell bärplockningsverksamhet.

## Befolkningsutveckling
| Befolkningsutvecklingen i Gyljen 1960–2015    | Befolkningsutvecklingen i Gyljen 1960–2015 | Befolkningsutvecklingen i Gyljen 1960–2015 | Befolkningsutvecklingen i Gyljen 1960–2015 | Befolkningsutvecklingen i Gyljen 1960–2015 |
| --------------------------------------------- | ------------------------------------------ | ------------------------------------------ | ------------------------------------------ | ------------------------------------------ |
|                                               |                                            |                                            |                                            |                                            |
| År                                            |                                            |                                            | Folkmängd                                  | Areal (ha)                                 |
| 1960                                          | 1960                                       |                                            | 309                                        |                                            |
| 1965                                          | 1965                                       |                                            | 276                                        |                                            |
| 1970                                          | 1970                                       |                                            | 231                                        |                                            |
| 1975                                          | 1975                                       |                                            | 209                                        |                                            |
| 1990                                          | 1990                                       |                                            | 213                                        | 77                                         |
| 1995                                          | 1995                                       |                                            | 205                                        | 77                                         |
| 2000                                          | 2000                                       |                                            | 179                                        | 76#                                        |
| 2005                                          | 2005                                       |                                            | 165                                        | 76#                                        |
| 2010                                          | 2010                                       |                                            | 149                                        | 74#                                        |
| 2015                                          | 2015                                       |                                            | 137                                        | 55#                                        |
| Anm.: Upphörde som tätort 2000. # Som småort. |                                            |                                            |                                            |                                            |